# Ludde Gentzel

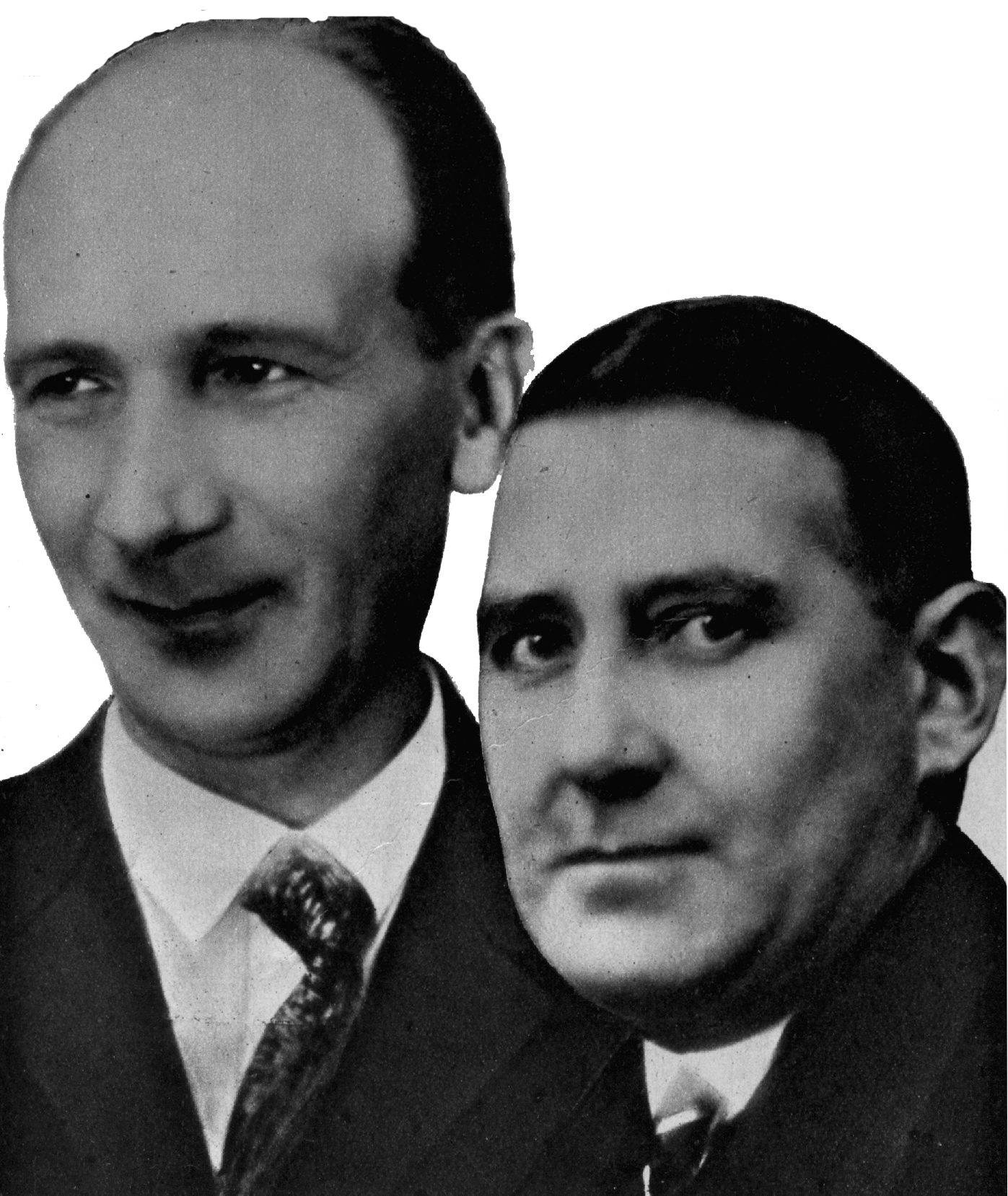
Ludde Gentzel (till vänster) med sin parhäst i många revyer, Rulle Bohman.

Frans Ludvig "Ludde" Gentzel, född 17 januari 1885 i Jönköping, död 5 mars 1963 i Göteborg, var en svensk skådespelare och sångare. 

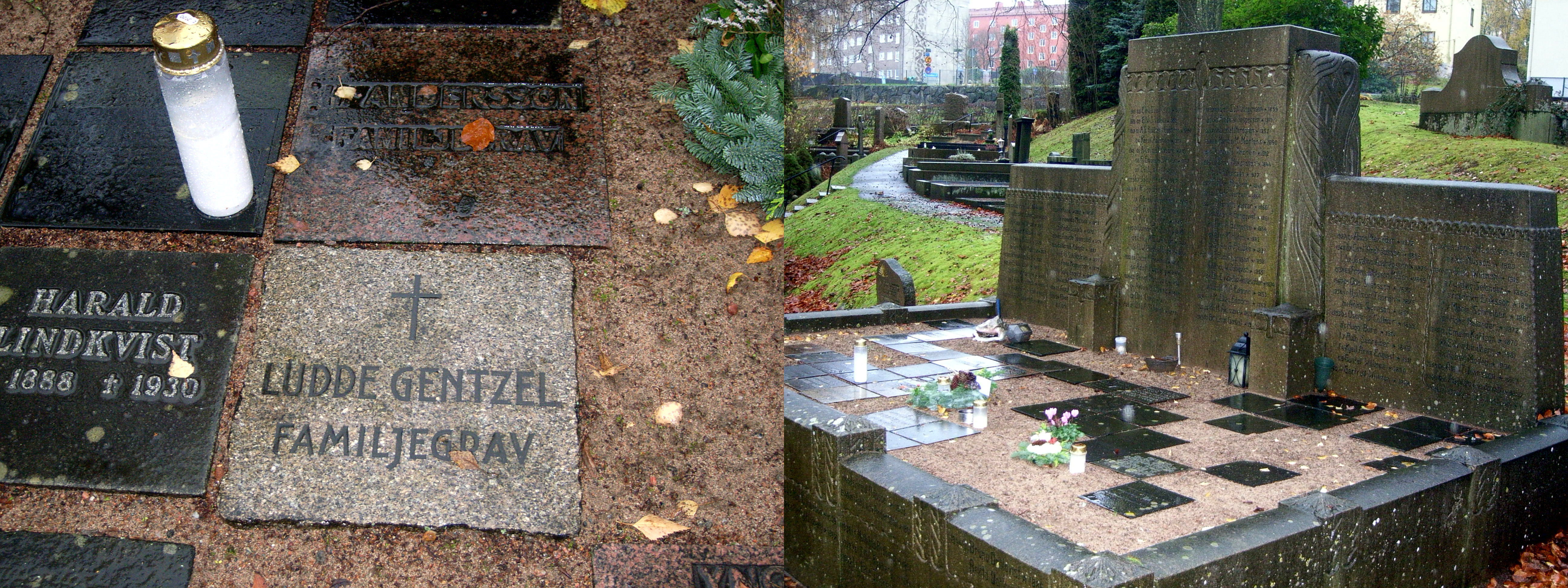
Gravplats för Ludde Gentzel, Östra Kyrkogården Göteborg

## Biografi
Ludde Gentzel var son till sadelmakaren Carl Gentzel. Redan som barn var han musikalisk och uppmärksammades för sin sångröst. Från 15 års ålder började han spela amatörteater. Han valde dock en tryggare karriär och efter folkskolan och lärotid i Jönköping anställdes han 1904 som frisör och perukmakare i Stockholm. Under tiden i Stockholm fortsatte han dock att odla sitt musikintresse och studerade för sin äldre bror, musikdirektören Carl Gentzel. 
Hösten 1905 engagerades han av Axel Lindblads opera- o operettsällskap och spelade med detta fram till 1907. I detta gjorde han även flera operettroller bland annat som Enterick i Tiggarstudenten, Menelaus i Sköna Helena, Lambertuccio i Boccaccio, Markis Inmari i Geishan och Maroufle i Lille hertigen. 1907-1909 turnerade han med Vilhelm Olins teatersällskap där Gentzel fick framgångar som Per i Per Olsson och hans käring och som Clausen i Första fiolen. 
Därefter engagerades Genzel 1909 av Axel Engdahl vid Folkteatern i Göteborg som komediaktör, revyartist och karaktärsskådespelare. 1931 kom han till Vasateatern i Stockholm under Gösta Ekman den äldre men återvände efter ett kortare mellanspel på Södra Teatern till Göteborg och Lorensbergsteatern 1932 och följde dess ensemble då den 1934 gick över till Göteborgs stadsteater. Där framträdde han i Ingmar Bergmans uppsättning av Macbeth. 
Han filmdebuterade 1916 i Georg af Klerckers film Nattens barn, senare kom han att gestalta Kronblom i två filmer. 
Utöver teater och film medverkade han även i radioserien Optimisten och pessimisten där han i Helge Härnemans dialog var den glada optimisten medan Eric Abrahamsson var den ständigt klagande pessimisten.
Gentzel mottog Göteborgs stads förtjänsttecken den 5 juni 1950. Dagen därpå utnämndes han till riddare av Vasaorden, 1. klass.
Ludde Gentzel avled i mars 1963 och gravsattes på Östra kyrkogården i Göteborg.

### Privatliv
Gentzel var gift med Karin Gentzel (1892–1980), född Svensson, och är farfar till TV-kommentatorn Bo Gentzel samt farfarsfar till handbollsmålvakten Peter Gentzel.

Hans far, sadelmakaren Karl Ludvig Gentzel, föddes 1834 i Varberg  och hans mor, Kristina Persdotter, föddes 1843 i Färlöv i Kristianstads län.

## Filmografi
- 1916 – Nattens barn
- 1916 – Bengts nya kärlek eller Var är barnet?
- 1916 – Svärmor på vift eller Förbjudna vägar
- 1916 – Aktiebolaget Hälsans gåva
- 1916 – Calle som miljonär
- 1917 – I mörkrets bojor
- 1917 – Mysteriet natten till den 25:e (premiär först 1975)
- 1924 – Friarna på Långesten (endast manus)
- 1931 – Skepp ohoj!
- 1935 – Äventyr i pyjamas
- 1938 – Goda vänner och trogna grannar
- 1938 – Styrman Karlssons flammor
- 1938 – Karriär
- 1938 – Sol över Sverige
- 1939 – Landstormens lilla Lotta
- 1940 – Hans Nåds testamente
- 1940 – Vi Masthuggspojkar
- 1942 – Flickan i fönstret mitt emot
- 1943 – Något stort sker
- 1943 – Ombyte av tåg
- 1943 – Ordet
- 1943 – Stora skrällen
- 1944 – Dolly tar chansen
- 1944 – Vi behöver varann
- 1945 – 13 stolar
- 1945 – Oss tjuvar emellan eller En burk ananas
- 1946 – När ängarna blommar
- 1946 – Det regnar på vår kärlek
- 1946 – Saltstänk och krutgubbar
- 1946 – Det glada kalaset
- 1947 – Maj på Malö
- 1947 – Kronblom
- 1948 – Robinson i Roslagen
- 1948 – Kärlek, solsken och sång
- 1949 – Kronblom kommer till stan
- 1949 – Jungfrun på Jungfrusund
- 1952 – Åke klarar biffen
- 1955 – Kvinnodröm

## Teater

### Roller (ej komplett)
| År   | Roll                              | Produktion                                               | Regi                | Teater                                          |
| ---- | --------------------------------- | -------------------------------------------------------- | ------------------- | ----------------------------------------------- |
| 1913 | Christian                         | Den gode Ludde (Mein alter Herr) Franz och Victor Arnold |                     | Folkteatern, Lorensberg                         |
| 1919 | Medverkande                       | Kaos eller Ta't lätt, revy Axel Engdahl                  |                     | Folkteatern, Lorensberg/ Folkteatern, Stockholm |
| 1921 | Medverkande                       | Tittskåpet, revy Axel Engdahl                            | Axel Engdahl        | Axel Engdahls sällskap                          |
| 1930 | Simon Jönsson                     | Sympatiska Simon Fridolf Rhudin och Henning Ohlsson      | Nils Johannisson    | Vasateatern                                     |
| 1931 | Hovmästare Vickberg               | Hans nåds testamente Hjalmar Bergman                     | Per Lindberg        | Vasateatern                                     |
| 1931 | Karl Strömberg                    | Sympatiska Simon Fridolf Rhudin och Henning Ohlson       | Fridolf Rhudin      | Södra Teatern                                   |
| 1932 | Medverkande                       | Här va' de'!, revy Gösta Stevens och Kar de Mumma        | Björn Hodell        | Södra Teatern                                   |
| 1935 | Kannstöpargesällen                | Den politiska kannstöparen Ludvig Holberg                | Knut Ström          | Göteborgs stadsteater                           |
| 1944 |                                   | Livet är ju härligt William Saroyan                      | Per Knutzon         | Oscarsteatern                                   |
| 1946 | Den gamle Patriciern              | Caligula Albert Camus                                    | Ingmar Bergman      | Göteborgs stadsteater                           |
| 1947 | Dekanus för teologiska fakulteten | Ett drömspel August Strindberg                           | Olof Molander       | Göteborgs stadsteater, 13 september 1947        |
| 1947 | Erneman                           | Mig till skräck Ingmar Bergman                           | Ingmar Bergman      | Göteborgs stadsteater                           |
| 1948 | Portvakten                        | Macbeth William Shakespeare                              | Ingmar Bergman      | Göteborgs stadsteater                           |
| 1950 | Sylvester Andreasen               | Kärlek Kaj Munk                                          | Torsten Hammarén    | Göteborgs stadsteater, 24 november 1950         |
| 1951 |                                   | Den kaukasiska kritcirkeln Bertolt Brecht                | Bengt Ekerot        | Göteborgs stadsteater, november 1951            |
| 1952 | Kvitten, timmerman                | En midsommarnattsdröm William Shakespeare                | Knut Ström          | Göteborgs stadsteater, 8 februari 1952          |
| 1952 | Första mjölkkunden                | Den yttersta dagen Stig Dagerman                         | Bengt Ekerot        | Göteborgs stadsteater, 11 oktober 1952          |
| 1953 | Leonard, Vielgeschreis bror       | Den jäktade Ludvig Holberg                               | Josef Halfen        | Göteborgs stadsteater, 1 maj 1953               |
| 1953 | Eriksson                          | Swedenhielms Hjalmar Bergman                             | Kurt-Olof Sundström | Göteborgs stadsteater, 15 oktober 1953          |

### Regi
| År   | Produktion                   | Teater                        |
| ---- | ---------------------------- | ----------------------------- |
| 1932 | Nicklasson & Co. Ernst Berge | Vanadislundens friluftsteater |

## Radioteater

### Roller
| År   | Roll                       | Produktion                                                              | Regi       |
| ---- | -------------------------- | ----------------------------------------------------------------------- | ---------- |
| 1949 | Johnson                    | Filip Collins äventyr: Detektiven Kenyons blandade känslor Frank Heller | Knut Ström |
| 1956 | Hetz Altmann, en arbetslös | Tempo, tempo (Der Terminkalender) Max Gundermann                        | Åke Falck  |